# NGC 5958
NGC 5958 ist eine 12,7 mag helle Balken-Spiralgalaxie mit aktivem Galaxienkern vom Hubble-Typ SABc im Sternbild Corona Borealis. Sie ist schätzungsweise 94 Millionen Lichtjahre von der Milchstraße entfernt und hat einen Durchmesser von etwa 30.000 Lj. 
Das Objekt wurde am 11. April 1785 von Wilhelm Herschel mit einem 18,7-Zoll-Spiegelteleskop entdeckt, der sie dabei mit „pF, pL, iR, bM, r“ beschrieb.